# Rodnay Zaks
Pour les articles homonymes, voir Zaks.
Rodnay Zaks (1946), pionnier de l’enseignement de l’informatique aux États-Unis, a fondé sa propre maison d’édition dont il fut le président jusqu’à ce qu’elle soit vendue à l’américain John Wiley and Sons, en mai 2005.

## Biographie
Rodnay Zaks est né le 10 février 1946 à Paris. Il étudia l’ingénierie informatique à l’École centrale Paris (promotion 1967), puis intégra l’université de Californie à Berkeley où il obtint sa maîtrise universitaire. Il est également le troisième docteur ès sciences (informatique) du département informatique de ladite université. Il commença sa carrière en formant des ingénieurs et des managers à la nouvelle technologie des microprocesseurs et fonda par la suite Sybex, en 1976, une maison d’édition indépendante spécialisée en informatique, qu’il a dirigée jusqu’à sa cession à la maison Wiley, en mai 2005.

## Publications
Il a écrit de nombreux ouvrages techniques dont la réputation aida probablement à la vente de son entreprise. Il est l’auteur d'ouvrages de référence, notamment pour la programmation des microprocesseurs Zilog Z80 et MOS Technology 6502.
- A microprogrammed APL implementation, Sybex, 1978, 347 pages, (en) [présentation en ligne]
- 6502 Applications, Sybex, 1979[2]
- Programming the 6502, Sybex, 1979[3]
- Microprocessors: from chips to systems, Sybex, 1980[4]
- Programming the Z80, Sybex, 3e édition, 1981, 620 pages[5]
- Rodnay Zaks & William Labiak, Programming the 6809, Sybex, 1982[6]